# Drip Too Hard
Drip Too Hard is een nummer van de Amerikaanse rappers Lil Baby en Gunna uit 2018. Het is de eerste single van hun mixtape Drip Harder.
Zoals veel traprappers doen beschrijven Lil Baby en Gunna in "Drip Too Hard" hun luxueuze levensstijl en hun extravagante uitgavenpatroon. Ook wordt hun succes bij de vrouwen aangehaald. Het nummer werd vooral een hit in Noord-Amerika en bereikte de 4e positie in de Amerikaanse Billboard Hot 100. In Nederland deed het nummer niets in de hitlijsten, terwijl in Vlaanderen de 21e positie in de Tipparade werd gehaald.

## Tracklijst
- Muziekdownload

1. "Drip Too Hard" - 2:25